# Estado Livre de Lipa
O Estado Livre de Lipa (1918-1945, em alemão:  Freistaat Lippe)  ou Estado de Lipa (1945 — 1947, em alemão:  Land Lippe) foi um estado alemão formado após o Principado de Lipa ser abolido com a Revolução alemã de 1918. Sua autonomia terminou em janeiro de 1947 quando as forças britânicas incorporaram Lipa ao novo estado da Renânia do Norte-Vestfália, criado 3 meses antes. 
Os britânicos criaram diversas bases militares na Renânia do Norte-Vestfália, uma delas localizada dentro dos antigos limites de Lipa.

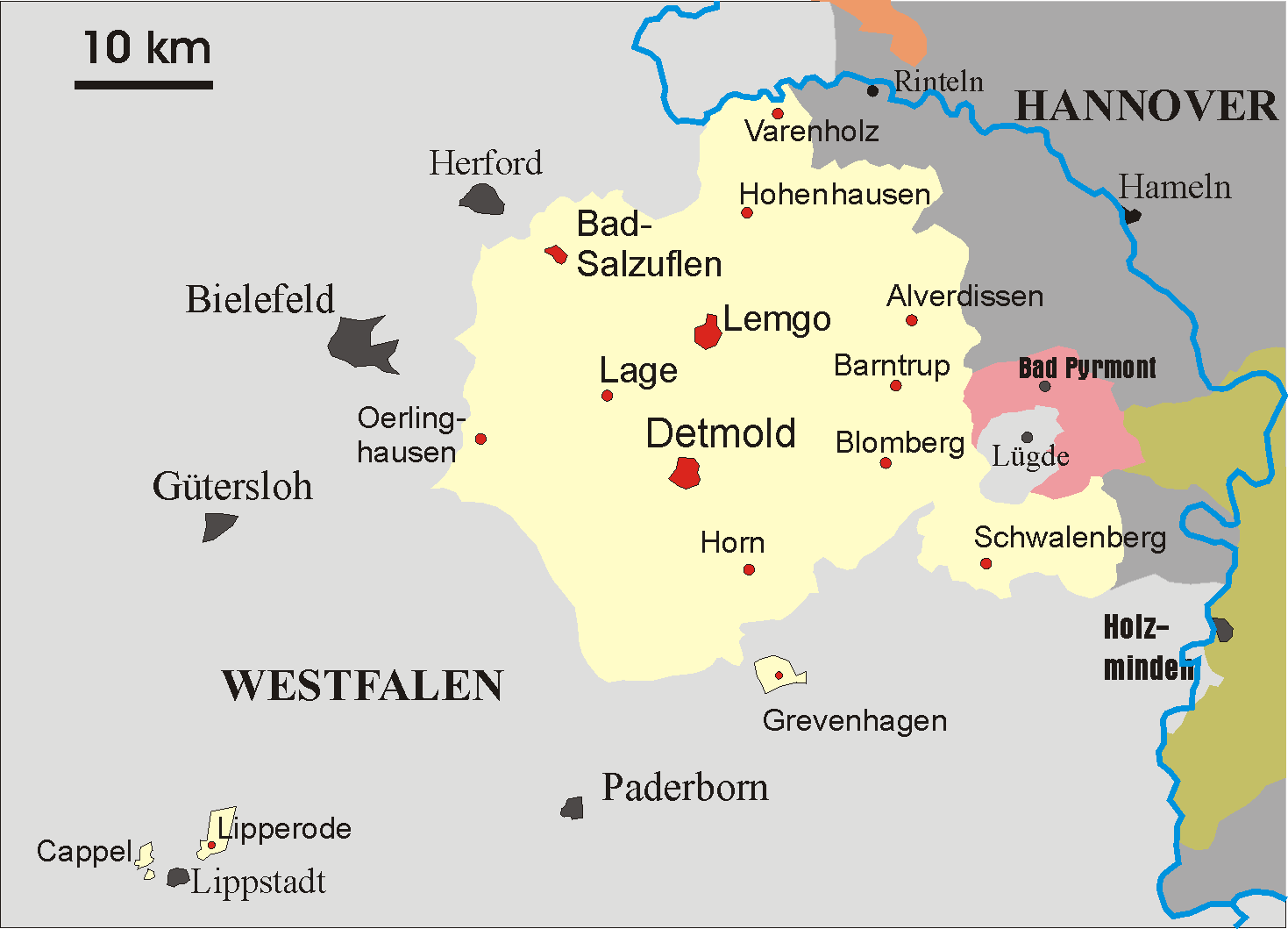
Mapa de Lipa em 1918